# Телечка
Телечка (серб. Телечка) — село в Сербії, належить до общини Сомбор Західно-Бацького округу в багатоетнічному, автономному краю Воєводина.

## Населення
Населення села становить 2148 осіб (2002, перепис), з них:
- мадяри — 1508 — 72,36%;
- серби — 429 — 20,58%;
- роми — 37 — 1,77%;
- югослави — 23 — 1,10%;

Решту жителів  — з десяток різних етносів, зокрема: македонці, румуни, бунєвці, німці і навіть кілька русинів-українців.